# Ishania hessei
Ishania hessei là một loài nhện trong họ Zodariidae.
Loài này thuộc chi Ishania. Ishania hessei được Ralph Vary Chamberlin & Wilton Ivie miêu tả năm 1936.